# Robert Bauman
Robert E. Bauman (sinh ngày 4 tháng 4 năm 1937) là một luật sư và chính khách người Mỹ. Ông là cựu thành viên của Hạ viện Hoa Kỳ từ khu vực quốc hội 1 của Maryland (1973–1981). Bauman là một người ủng hộ bảo thủ nổi tiếng trong Hạ viện, cố vấn pháp lý cho Hiệp hội có chủ quyền, và tác giả của các cuốn sách tài chính.

## Đầu đời và giáo dục
Robert Edmund Bauman sinh ra ở Bryn Mawr, Pennsylvania, với một người mẹ đơn thân bất đắc dĩ. Khi còn là một thiếu niên, Bauman chuyển đến Easton, Maryland, nơi ông học Trường Trung học Easton cho đến năm 1953. Năm 1955, ông tốt nghiệp Trường Capitol Page tại Thư viện Quốc hội ở Washington, D.C.. Ông lấy bằng B.S. trong các vấn đề quốc tế của Trường Dịch vụ Đối ngoại tại Đại học Georgetown năm 1959, và bằng J.D. bằng cấp từ Trung tâm Luật Đại học Georgetown năm 1964. Ông được nhận vào Đoàn luật sư Maryland năm 1964, sau đó được nhận vào đoàn luật sư của Quận Columbia, và được nhận vào  hành nghề luật sư.
Hạ nghị sĩ Bauman, được biết đến với tên chính trị là "Bob Bauman", từng là đại biểu của Công ước Toàn quốc Đảng Cộng hòa 1964, 1972, 1976 và 1980. Ông cũng là thành viên của Hội đồng Bệnh viện Liên bang thuộc Bộ Y tế, Giáo dục và Phúc lợi Hoa Kỳ từ năm 1970 đến năm 1973. Năm 1970, ông được bầu vào Thượng viện Maryland, nơi ông từng là thành viên từ năm 1971 đến năm 1973.
Là người Công giáo, ông đã kết hôn với Carol Dawson, người đồng sáng lập Thanh niên Mỹ vì Tự do, ông có bốn đứa con.